# Roman Giertych

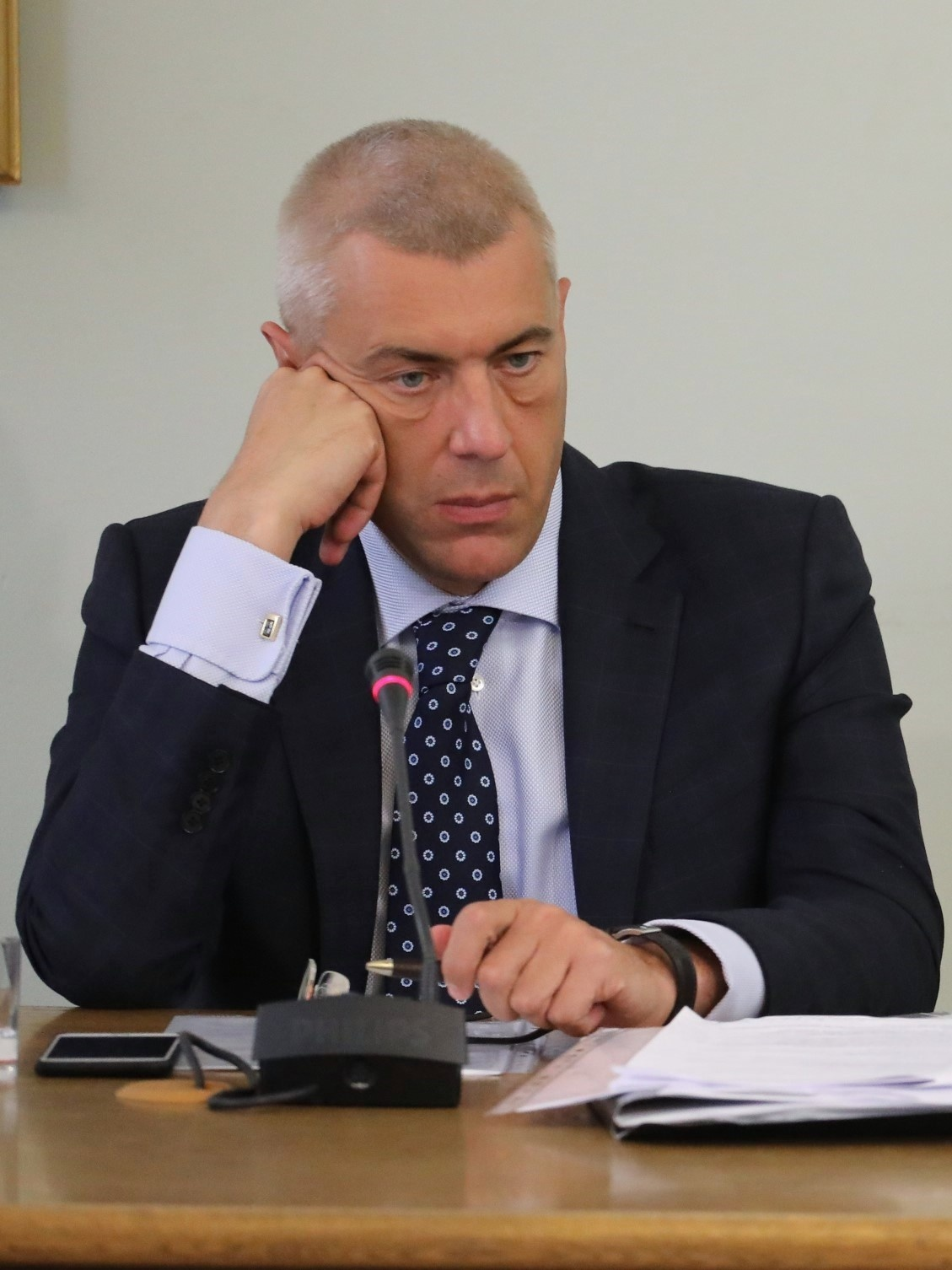
Roman Giertych (2017)

Roman Jacek Giertych (Śrem, 27 februari 1971) is een Pools politicus, voorzitter van de Liga van Poolse Gezinnen (Liga Polskich Rodzin).
Hij was vicepremier en Minister van Onderwijs van 5 mei 2006 tot 13 augustus 2007.
Hij heeft rechten en geschiedenis gestudeerd op de Uniwersytet Adama Mickiewica in Poznań. Zijn vader, Maciej Giertych, ook lid van LPR, zit namens de partij in het Europees Parlement, en zijn grootvader was afgevaardigde voor het parlement ten tijde van de Tweede Poolse Republiek van voor de Tweede Wereldoorlog als lid van Nationaal Democraten, een nationalistische partij die het opnam tegen Józef Piłsudski die steun zocht bij Rusland in de strijd tegen Duitsland ten tijde van de Eerste Wereldoorlog.
Roman Giertych bracht de Młodzież Wszechpolska (Jeugd van Geheel Polen) opnieuw tot leven in 1989 en werd er voorzitter van en daarna erevoorzitter. Hij was enkele jaren lid van Stronnictwo Narodowo-Demokratyczne (Nationaal-Democratische Partij) en de Stronnictwo Narodowe (Nationale Partij), die in 2001 samen met andere partijen de LPR ging vormen.
Hij werd leider van de LPR en was parlementslid van 2001 tot de Poolse parlementsverkiezingen 2007. 
Roman Giertych is pro-life, voor het behoud van het huwelijk als een verbond tussen man en vrouw en tegen het verspreiden van wat hij ziet als homoseksuele propaganda. Hij pleitte in 2007 dan ook voor een Europees verbod op abortus provocatus en homoseksuele propaganda.
Toen zijn partij bij de verkiezingen van 2007 geen zetels haalde, besloot hij de politiek vaarwel te zeggen en weer een advocatenkantoor te openen.